# RC4WD
RC4WD é um fabricante e vendedor de peças, veículos e equipamentos de rádio. A empresa foi fundada em 2001 na área da baía de São Francisco, Estados Unidos da América. 
Seus produtos foram escolhidos pela NASA e têm aparecido em várias revistas de diversos países. A empresa fabrica peças para o controle remoto do carro mais veloz do mundo.

## História
RC4WD foi fundada em uma garagem na área da baía de São Francisco, na Califórnia, EUA, em 2001. Inicialmente, RC4WD web começou como um "OneStopShop" para o mercado de reposição e caminhões de segunda mão. O negócio cresceu com a ajuda de RCMT.net, um fórum dedicado à comunidade de fãs de monster trucks controlados por controle de rádio. Em 2005 a empresa armazenava cerca de 800 peças de empresas como Thundertech Racing, JPS, New Era Models, Imex, Defiance Racing, RC Alloy, Vertigo Performance e muito mais. Finalmente, em 2007, a empresa mudou-se para um pequeno armazém em San Jose, Califórnia. Em Julho de 2010, The Dick Cepek "Mud Country" 1.9 torna-se o primeiro produto licenciado. Em fevereiro de 2011, Horizon Hobby começou a distribuir produtos RC4WD e em março de 2014, Towerhobbies também começou a vender-los.

## Lançamento Kits RC
- 1/10 Trail Finder Truck
- 1/10 Gelande Truck
- 1/5 Killer Krawler
- 1/10 Subzero Truck
- 1/10 Boyer Truggy
- 1/10 Worminator 6x6 Truck
- 1/10 Gelande D110 Truck
- 1/10 Fracture Truck with V8 engine
- 1/10 Bully Crawler
- 1/10 Timberwolf Scale Truck
- 1/10 Trail Stomper Truck
- 1/10 Trail Finder II Truck
- 1/10 Gelande II Truck

## RC4WD Mídia

### Prêmios e Reconhecimentos
- Maio 2010 - Revista Wired - "Escolha do Editor"- RC4WD Killer Krawler
- Novembro 2011 - NASA RC Rover Robotic Arm - RC4WD Killer Krawler[3]

### Na TV
- Julho 2012 - RC4WD no programa Stacey David Engrenagens no canal Speed Channel

### Em Revistas
- Novembro 2008 - Revista “Max Bashing Interactive Digital” - RC4WD Diablo
- Noviembro 2008 - RC Magazine (Japão) - RC4WD Trail Finder
- Maio 2010 – Revista Make - RC4WD Killer Krawler
- Junho 2010 – Revista Xtreme RC Cars - RC4WD Gelande
- Julho 2010 - Truckmodell Magazine (Alemanha) - RC4WD Gelande
- Fevereiro de 2013 – Revista Racer (Reino Unido) - RC4WD Trail Finder 2